# 格拉赫一世 (拿騷)
放大文字格拉赫一世（德語：Gerlach I.，1271年—1361年1月7日），拿騷伯爵，1298年至1344年在位，父親是德意志國王拿騷的阿道夫。

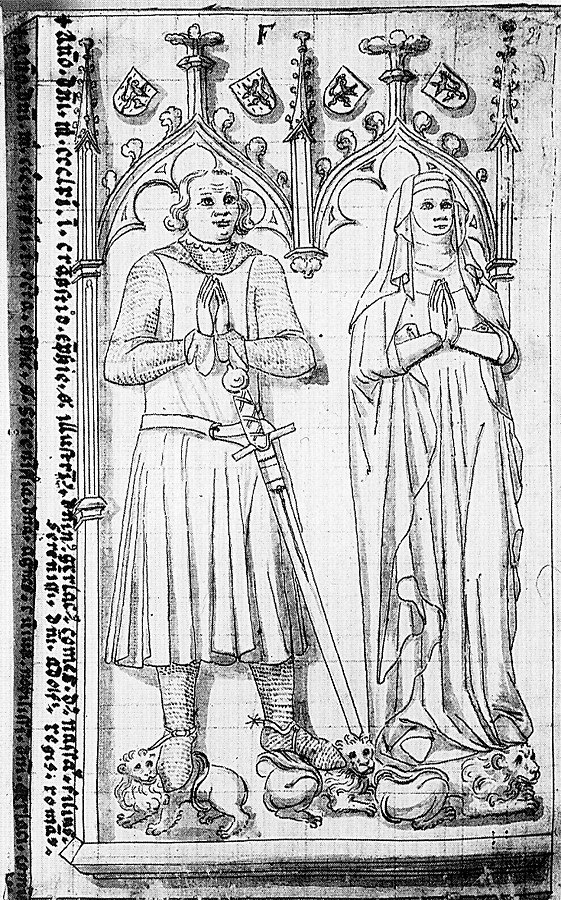

## 家庭
1307年，格拉赫一世與黑森的阿格尼絲結婚，兩人共有3子2女：
1. 阿道夫一世（1307年—1370年），拿騷-威斯巴登-伊德施泰因伯爵
2. 約翰一世（1309年—1371年），拿騷-威爾堡伯爵
3. 格拉赫（德语：Gerlach von Nassau）（1322年—1371年）
4. 阿德海德（？年—1344年）
5. 伊莉莎白（約1326年—1370年）